# (100234) 1994 PS24
(100234) 1994 PS24 es un asteroide perteneciente al cinturón de asteroides, descubierto el 12 de agosto de 1994 por Eric Walter Elst desde el Observatorio de La Silla, Chile.

## Designación y nombre
Designado provisionalmente como 1994 PS24.

## Características orbitales
1994 PS24 está situado a una distancia media del Sol de 3,107 ua, pudiendo alejarse hasta 3,602 ua y acercarse hasta 2,611 ua. Su excentricidad es 0,159 y la inclinación orbital 2,124 grados. Emplea 2000 días en completar una órbita alrededor del Sol.

## Características físicas
La magnitud absoluta de 1994 PS24 es 14,8. Tiene 5,867 km de diámetro y su albedo se estima en 0,068.